# Енукидзе, Андро Владимирович
Андро Владимирович Енукидзе (родился 9 января 1965) — грузинский театральный режиссёр, драматург.

## Биография
Андро Владимирович Енукидзе Родился 9 января 1965 года в Тбилиси.
Окончил Тбилисский государственный институт театра и кино им. Ш. Руставели в 1987 г. С тех пор работает на кафедре актерского мастерства театрального института.
Ставит спектакли в театрах: им. Ш. Руставели, им. К. Марджанишвили, а также сотрудничает с другими театрами. Поставил около 40 спектаклей. С 2004 г. – режиссёр Тбилисского государственного русского драматического театра им. А.С. Грибоедова (Управляющий и художественный руководитель Автандил Варсимашвили).
Работал в республике Польша: театр Вспулчесны г. Роцлав – «Вишневый сад» (Антон Павлович Чехов); театр им. Кохановского г. Ополе «Играем Стриндберга» (Фридрих Дюрренматт), «Товарищ Октябрь» (К. Вьежинский) – спектакль удостоен премии «Лучший спектакль года» на фестивале «Классика Польска».
Совместно с Робертом Стуруа сооснователь первого в истории Турции режиссёрского факультета (Билькентский университет г. Анкара).
Пишет пьесы, иногда совместно с писателем Михо Мосулишвили, которые ставятся в театрах Грузии и печатаются в литературных журналах.

## Театр имени Шота Руставели
- «Счастье Иринэ» (Давид Клдиашвили)
- «Прощай, концерт» (Андро Енукидзе)
- «Человек ли он?» (Илья Чавчавадзе)

## Тбилисский академический театр имени К. Марджанишвили
- «Соломан» (Давид Клдиашвили)
- «Снег белый, как снег» (Лаша Табукашвили)

## На первом канале грузинского телевидения
- «Злодейка» (Хорхе Луис Борхес), 1998
- «Мой Друг Гитлер», соавтор сценария с Михо Мосулишвили (по мотивам одноименной пьесы Юкио Мисима), 1999.
- «Ночь Мелких Звезд» (45-серийный телесериал), соавтор сценария с - Михо Мосулишвили, Коба Цхакая, Сосо Мчедлишвили, Александр Кокрашвили; - 2000

## Призы и награды
- Премия министерство культуры Грузии за пьесу «А завтра Премьера», (соавтор Мосулишвили, Михо Анзорович), 1989.
- Премия министерства культуры Грузии за пьесу «Тринадцатое Экспериментальное», (соавтор Мосулишвили, Михо Анзорович) 1991.
- «За лучшую режиссуру» на фестивале грузинских театров (1988 г.);
- «За лучшую режиссуру» на Международном фестивале «Золотая маска» г. Тбилиси 2000 г.
- «Лучший спектакль года» на фестивале «Классика Польска».
- Гран-при на фестивале Ф.М. Достоевского в Старой Руссе в 2005 году за спектакль Dostoevsky.ru (По мотивам "Записок из Мертвого дома" Фёдора Михайловича Достоевского)